# Tillandsia may-patii
Tillandsia may-patii är en gräsväxtart som beskrevs av Ivón Mercedes Ramírez Morillo och Germán Carnevali. Tillandsia may-patii ingår i släktet Tillandsia och familjen Bromeliaceae. Inga underarter finns listade i Catalogue of Life.